# Port lotniczy Udairi
Port lotniczy Udairi (ICAO: OKDI) – czwarty co do wielkości port lotniczy Kuwejtu. Używany obecnie do celów wojskowych.